# Mimapomecyna biplagiatipennis
Mimapomecyna biplagiatipennis är en skalbaggsart som beskrevs av Stefan von Breuning 1961. Mimapomecyna biplagiatipennis ingår i släktet Mimapomecyna och familjen långhorningar.
Artens utbredningsområde är Madagaskar. Inga underarter finns listade i Catalogue of Life.